# Museo de la Revolución en la Frontera
El Museo de la Revolución en la Frontera, también llamado popularmente como Museo de la Ex-Aduana o MUREF, por sus siglas; es un museo ubicado en Ciudad Juárez, en el cual, el principal tema es la historia en general de Ciudad Juárez y especialmente la Revolución Mexicana, debido al importante papel que jugó esta frontera en dicho movimiento nacional.

## Historia
La Aduana de Ciudad Juárez fue construida entre 1885 y 1888. Se inauguró el 10 de septiembre de 1889 con la presencia del representante personal de Porfirio Díaz, el coronel Miguel Ahumada y el gobernador Lauro Carrillo. 
El edificio es un auténtico protagonista y testigo de la Revolución Mexicana, ya que en 1909 albergó a los presidentes Porfirio Díaz, de México y William Howard Taft de los Estados Unidos cuando celebraron aquella famosa entrevista el 16 de octubre de 1909. En mayo de 1911, después de la toma de la ciudad fronteriza, Francisco I. Madero instaló ahí sus oficinas y la empleó como presidencia provisional de la República, en 1913 fue cuartel del General Francisco Villa y en 1914, presidencia provisional al recibir en sus instalaciones al gobierno revolucionario de Venustiano Carranza.
Después de algunos años de abandono, el 22 de noviembre de 1975 por medio del Diario Oficial de la Federación se decreta que el edificio sea enajenado al gobierno del estado y cedido a la Secretaría del Patrimonio Nacional a efecto que se destine al establecimiento de un museo. En abril de 1983 se firma un convenio para restaurarlo y convertirlo en museo y centro cultural. El 18 de julio de 1990 mediante un acuerdo entre los gobiernos municipal, estatal y el Instituto Nacional de Antropología e Historia (INAH), se inaugura como Museo Histórico de Ciudad Juárez.
Fue reinaugurado como Museo Histórico Ex Aduana de Ciudad Juárez en julio de 1990. En la remodelación de este museo y su acondicionamiento para el nuevo proyecto museístico, cientos de juarenses aportaron documentos, prendas y armas de la época. La museografía está basada en nueve ejes temáticos: El nacionalismo mexicano en la frontera; La Junta Organizadora del Partido Liberal Mexicano y la transición al anarquismo; El triunfo del maderismo en Ciudad Juárez; La radicalización de la lucha; Pancho Villa; La revolución de la mirada; La frontera como escenario; Imaginarios, y La Aduana Fronteriza.
Finalmente, durante la conmemoración del centenario de la Revolución, el museo es nuevamente reconceptualizado como Museo de la Revolución en la Frontera y reinaugurado el 20 de mayo de 2011.

## El edificio
El inmueble que ocupa el hoy Museo de la Revolución en la Frontera está junto a la Plaza Misión de Guadalupe; y es uno de los monumentos más representativos en esta frontera, es un edificio singular con estilo arquitectónico híbrido y un toque afrancesado del siglo XIX. 
La Aduana Fronteriza fue diseñada por el arquitecto estadounidense George E. King y construido por el ingeniero Manuel Garfias con apoyo del gobierno federal en 1885, se inaugura el 10 de septiembre de 1889, siendo su fin llevar un control administrativo y fiscal. Para la entrevista Díaz-Taft de 1909, el hosco aspecto de la Aduana cambia por un aparente lujo, se techa el patio central con lámina repujada y artesonado traído de Francia, se colocan como elementos decorativos seis pilastras, se enyesan las paredes agregándose medallones y frescos con representaciones de naturaleza muerta en la parte superior de las puertas, en el techo se instalan en el centro y sus alrededores candiles de vidrio cortado de procedencia austriaca.

## Colecciones
La museografía está basada en nueve ejes temáticos principales, los cuales son los siguientes; además de diversas exposiciones temporales y eventos temáticos.
- Sala 1: El Sentimiento Nacionalista en la Frontera
- Sala 2: La junta organizadora del Partido Liberal Mexicano y la Transición al Anarquismo
- Sala 3: El Triunfo del Maderismo
- Sala 4: La Radicalización de la Lucha
- Sala 5: Pancho Villa
- Sala 6: La Revolución de la Mirada
- Sala 7: La Frontera como Escenario
- Sala 8: Imaginarios
- Sala 9: La Aduana Fronteriza

## Recorrido virtual
La página web del Instituto Nacional de Antropología e Historia (INAH) ofrece paseos virtuales de diversos museos, y zonas arqueológicas del país, entre los cuales se encuentra el Museo de la Revolución en la Frontera.  Archivado el 3 de septiembre de 2013 en Wayback Machine.
- Datos: Q15617921
- Multimedia: Museo de la Revolución en la Frontera / Q15617921